# Isocapnia japonica
Isocapnia japonica är en bäcksländeart som beskrevs av Kohno 1953. Isocapnia japonica ingår i släktet Isocapnia och familjen småbäcksländor. Inga underarter finns listade i Catalogue of Life.